# 裴玢
裴玢（747年—812年），唐朝京兆府（今陕西省西安市）人，原籍疏勒国（今新疆喀什市），本是疏勒王的苗裔，裴绰的五世孙，后来家族定籍京兆，裴玢出生于长安。
裴玢开始担任金吾将军论惟明的傔力。建中四年（783年）冬，泾原兵变，唐德宗在奉天（今陕西乾县），裴玢以战功封奉天静难功臣、忠义郡王。裴玢跟随论惟明镇守鄜坊，署为都虞候。贞元十九年（803年）以平定王栖曜部将何朝宗叛乱之功，擢升为坊州长史，充行军司马。次年出任鄜坊節度使。唐宪宗元和三年（808年），官至兴元（今陕西汉中市）尹、山南西道节度观察等使。为官不阿权贵，清廉为政。不务贡举，仓库完实，百姓得以安定。晚年因病请归长安，元和七年（812年），去世，追赠尚书左仆射，谥号节。

## 延伸阅读
[在维基数据编辑]
 《舊唐書·卷146》，出自刘昫《舊唐書》
 《新唐書·卷110》，出自《新唐書》